# Храповицкие
Храповицкие — древний дворянский род, герба «Гоздава».
Род записан в VI части родословной книги Виленской, Смоленской, Калужской, Владимирской и Тверской губерний.
Есть ещё два рода Храповицких, более позднего происхождения.

## Происхождение и история рода
В древние времена, как показано в польском гербовнике, многие предки рода Храповицких находились в Польше в знатных чинах. Родоначальник — Даниила Храповицкий, живший в Речи Посполитой во второй четверти XVI столетия. Его сын Фёдор, хорунжий витебский, за героическую защиту Витебского замка и за храбрость пожалован поместьями (1566 и 1580), посол в Россию (1589).
Происшедшие от них потомки, выехали или перешли в подданство России. При царе Фёдоре Алексеевиче, предки рода служившие по Смоленску в различных дворянских чинах и в признание заслуг прославившего род Василий Иванович Храповицкий, указом императрицы Елизаветы Петровны, пожалован с потомством в дворянское достоинство (07 февраля 1747), с прибавлением к родовому гербу Гоздава, в правой части в чёрном поле, между трёх серебряных звёзд (польский герб Карп), золотого стропила с тремя гранатами (герб лейб-кампании).
От этого рода Храповицких отделились две ветви, владевшие Кощиным и иными поместьями в Смоленском воеводстве, после покорения Смоленска оставшиеся в русском подданстве и принявшие православие.
К первой ветви принадлежат: Платон Юрьевич Храповицкий (1738—1794), смоленский губернатор и сенатор. Матвей Евграфович, боевой генерал 1812 года; Степан Семёнович, генерал-майор, партизан 1812 года; Иван Семёнович, тайный советник, нижегородский, потом Санкт-петербургский губернатор. 

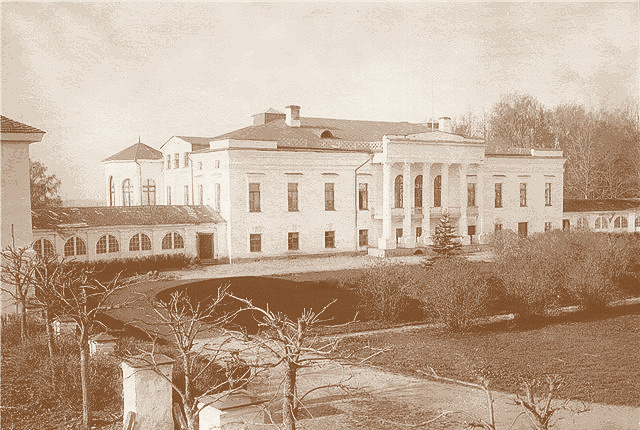
Родовая усадьба Кощино, принадлежавшая Храповицким ещё до присоединения Смоленска к России

Вторая ветвь рода Храповицких ведёт начало от Леонтия Храповицкого, смоленского помещика (второй половины XVII века). Василий Иванович, «лейб-кампанец», участник кампании (1737), войны со шведами (1742) и Семилетней войны, был первым, возведённым императрицей Елизаветой в дворянское достоинство в «воздаяние верных, полезных и важных заслуг» (1747). Собственноручные записочки императрицы Елизаветы Петровны, заключающие в себе хозяйственные распоряжения и адресованные Василию Ивановичу Храповицкому, были напечатаны в «Русской Старине» (1873, том VIII).
Его сыновья Александр (1749—1801) — сенатор, статс-секретарь императрицы Екатерины II и Михаил (1758—1819) — переводчик, поэт. Антоний (Храповицкий) (1863—1936) — митрополит Русской православной церкви, первоиерарх РПЦЗ.

## Описание гербов

#### Герб Храповицких 1785 г.
В Гербовнике Анисима Титовича Князева 1785 года имеется печать с гербом статского советника, смоленского губернского предводителя дворянства (1780—1781), генерал-майора и смоленский губернатор (1782), правитель Смоленского наместничества (1786), тайного советника и сенатора Платона Юрьевича Храповицкого: в щите имеющем круглую форму, в красном поле, изображена золотая лилия, соединённая стеблями так, что их цветки смотрят у одной вверх, а у другой вниз (герб Гоздава). Щит увенчан коронованным дворянским шлемом с шейным клейнодом и с нашлемником из трёх страусовых перьев, на среднем пере золотая же лилия. Щитодержатель: с левой стороны воин в латах с копьём, остриём вверх, в левой руке. Вокруг щита военная арматура в виде знамён, сабли, пушек и барабанов.

#### Герб. Часть II. № 126.
Герб рода Храповицких: в щите, разделённому крестообразно, диагонально, начетверо, красным по серебряному полю, изображены две лилии, соединённые стеблями так, что их цветки смотрят у одной вверх, а у другой вниз, переменных с полями цветов. Щит увенчан обыкновенным дворянским шлемом с дворянской на нём короной и пятью павлиньими перьями, на середине которых видна серебряная лилия. Намёт на щите красный, подложенный серебром.

#### Герб. Часть II. № 127.

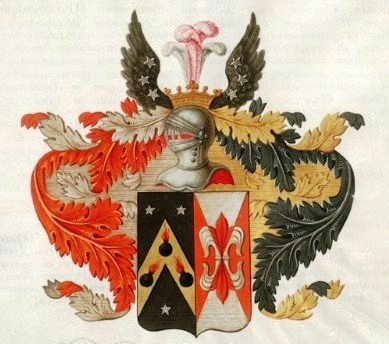
Герб потомства Василия Ивановича Храповицкого (ОГ II, 127)

Герб потомства Василия Ивановича Храповицкого: щит разделён перпендикулярно на две части, из которых в правой части, в чёрном поле, между тремя серебряными пятиугольными звёздами, изображено золотой стропило с означенными на нём тремя горящими гранатами натурального цвета. В левой части, разделённой крестообразно начетверо красным по серебряному полю, находятся две лилии, соединённые стеблями так, что их цветки смотрят у одной вверх, а у другой вниз, переменных с полями цветов. Щит увенчан обыкновенным дворянским шлемом, повёрнутым в правую сторону, с дворянской на нём короной, на поверхности которой видны четыре страусовых пера красного и белого цвета, означенные между двумя чёрными орлиными распростёртыми крылами, с повторёнными на каждой из них тремя серебряными звёздами. Намёт на щите красного и чёрного цвета, подложенный с правой стороны серебром, а с левой золотом.
Примечание: Василий Иванович Храповицкий происходил из дворян Смоленского уезда, служил в гвардии (с 1731), в лейб-компанию пожалован из сержантов гренадерской роты Преображенского полка, вице-сержантом лейб-кампании, пожалован в сержанты (25 ноября 1746), впоследствии премьер-майор.

### Геральдика
В пояснении на герб В. И. Храповицкого, подписанном (02 декабря 1745) В. Е. Адодуровым, отмечалось, что " сем гербе положенные лилии склоняются к изъявлению благонравия, добрых поступков и оказанной полезной службе помянутого вице-сержанта и оные ему тем наипаче приличествуют, что уже и от предков его на печати были употребляемы, а в вышепоказанном положении употреблены оне для различия от гербов других фамилий.

## Известные представители

#### Польские подданные
- Храповицкий Иосиф — подвоевода витебский, взят в плен русскими (1654) и сослан в Ярославль, выменян из плена (1683).
- Храповицкие: Доминик и Юрий — взят в плен русскими (1654) и сосланы в Астрахань.
- Иван Антоний Храповицкий (умер в 1686), подкоморий смоленский, воевода витебский, был комиссаром для переговоров о вечном мире с Россией (1683), подписал мирный договор с Россией (1686), оставил «Записки о своей жизни».
- Храповицкий Стефан-Антоний — посол на сейме (1697) и на Олькиникском съезде (1700).
- Храповицкий Михаил Осипович — витебский хорунжий (1700—1723), погиб от разрыва орудия, при битве с русскими войсками.
- Храповицкий Иосиф (ум. 1801) — генерал-майор войск литовских, земский судья Смоленского воеводства, маршал постоянного государственного совета (1784), кавалер ордена Белого орла.
- Храповицкий Антон — посол Смоленского воеводства на сейме (1775)[1].

#### Российские подданные
- Храповицкий Андрей Яковлевич — московский дворянин (1676-1677).
- Храповичкие: Феофил Феофилович и Михаил Андреевич — стольники (1680-1692)
- Храповицкий Дадибог Феофилович — принял православие, с именем Феофила, стольник (1681—1692).
- Храповицкий Иван Доминикович (умер 1808) — ревизором метрики литовской и градским судьёй Полоцкого воеводства, а после присоединения Полоцка к России — председателем совестного суда Полоцкого наместничества.
- Казимир Михайлович Храповицкий (1818—1881), генерал-лейтенант, участвовал в Венгерском походе (1849) и в крымской кампании.
- Храповицкий Василий Иванович (1719-1788) — за участие в возведении на престол императрицы Елизаветы Петровны пожалована ему (07 февраля 1747) прибавка к родовому гербу. Был женат вторым браком на побочной дочери (это - одна из версий) императора Петра I, Елене Михайловне Сердюковой[1][4]. С 1775 по 1787 годы жил в своём доме в городе Вышний Волочёк Тверской губернии. Умер в Вышнем Волочке в период - самый конец 1787 - начало 1788 года. По воспоминаниям его правнука Дмитрия Петровича Сушкова был погребён на городском Пятницком кладбище в Вышнем Волочке, могила не сохранилась. Елена Михайловна Сердюкова родилась примерно в 1723 году. Её возраст указан в Исповедных Росписях церкви Николаевского Вышневолоцкого погоста за 1739-1746 годы. До 1746 года в Росписях она показана как девица (то есть, незамужней женщиной) в составе семьи Сердюковых. Умерла Елена Михайловна в 1786 году, погребена была по воспоминаниям её правнука Дмитрия Петровича Сушкова в городе Свияжск Казанской губернии.